# Klintholm Havn
Klintholm Havn er en lille by og havn ved Hjelm Bugt på Møns sydkyst med 201 indbyggere i byområdet (2012).
Den er beliggende i Magleby Sogn. Byen tilhører Vordingborg Kommune og ligger i Region Sjælland.

## Etableret af kammerherre Scavenius
Havnen blev etableret af Klintholm Gods i 1878 under ledelse af kammerherre C. S. Scavenius. Havnen skulle fungere som udskibningshavn for godsets leverancer af bl.a. kridt. På havnen byggedes pakhus, skibshandel og kro.
I 1918 blev havnen solgt til kommunen, og gradvist overtog og udviklede fiskerbefolkningen selv havnen med bl.a. ophalerbedding og fællessalg.

## Erhverv, turisme og natur
Havmølleparkerne Kriegers Flak og Baltic 2 serviceres fra havnen.
Ud over havnen består bebyggelsen af en havnegade med købmand og restauranter, nogle fiskerhytter, et parcelhuskvarter og en privatudstykket ferieby, som består af 80 ferieboliger.
På hver side af havnen ligger der to strande. De er blandt de lokale kendt som den dybe strand og den lave strand. Den dybe strand, som ligger øst for havnen, har fået sit navn, fordi vand hurtigt bliver dybt, mens man vest for havnen på den lave strand skal vade langt ud før det bliver dybt.
Om sommeren sejler sejlkutteren Discovery turister ud til Møns Klint for at besigtige klinten fra søsiden.

## Den store redningsaktion
Klintholm Havn og indbyggerne på egnen blev på selve Danmarks befrielsesdag den 5. maj 1945 viklet ind i verdenshistorien, da synkefærdig flodpram blev bugseret ind til det lille fiskerleje.
Ombord var 345 fanger fra kz-lejren Stutthof, og en redningsaktion (en) uden sidestykke tog sin begyndelse. Hele redningsaktionen samt flere af fangernes fortid og efterfølgende liv er beskrevet i bogen Skibet fra Helvede.